# Jokne'am
Jokne'am (hebrejsky יָקְנְעָם, podle biblické lokality Jokneám – Kniha Jozue 21,34, anglicky Yokne'am, v oficiálním seznamu sídel Yoqne'am Illit – doslova Horní Jokne'am) je město v Izraeli, v Severním distriktu.

## Geografie
Leží v nadmořské výšce 166 metrů na pomezí východních svahů masivu Karmel, planiny Ramat Menaše a západního okraje Jizre'elského údolí, cca 72 kilometrů severovýchodně od centra Tel Avivu a cca 20 kilometrů jihovýchodně od centra Haify.
Směrem do Jizre'elského údolí vede skrz město vádí Nachal Jokne'am, které svým hlubokým terénním zářezem vytváří výrazný prvek geografie města. Od severozápadu, ze svahů Karmelu, do něj zde ústí vádí Nachal Rakefet. Nachal Jokne'am pak vyúsťuje do Jizre'elského údolí při pahorku Tel Jokne'am, který uchovává zbytky starověkého a středověkého osídlení. Městem procházejí i další vádí jako Nachal Keret, Nachal Sanin nebo Nachal ha-Šnajim. Východně od města se nad okrajem Jizre'elského údolí rozkládá rozsáhlý lesní komplex pokrývající vrcholky Tel Kira, Har Gachar a Giv'at Miš'ol.
Nachází se v hustě zalidněném a zároveň intenzivně zemědělsky využívaném pásu Osídlení v tomto regionu je ve své většině židovské, pouze na severozápadní straně začíná blok drúzských vesnic
Jokne'am je na dopravní síť napojen pomocí Dálnice číslo 70, která vede přes hřeben pohoří Karmel směrem do Izraelské pobřežní planiny. Směrem k jihu, podél Jizre'elského údolí vede Dálnice číslo 66 a také železniční trať v Jizre'elském údolí obnovená roku 2016, na níž zde funguje stanice Jokne'am – Kfar Jehošua.

## Dějiny
Jokne'am byl založen roku 1950. Šlo nejprve o provizorní přistěhovalecký tábor (Ma'abara), později přetvořený v takzvané rozvojové město, která vláda zřizovala pro urychlené ubytování přistěhovalecké vlny, jež do Izraele dorazila po vzniku státu v roce 1948. Město bylo založeno v sousedství starší zemědělské vesnice Jokne'am. Během 60. let 20. století se tato starší zemědělská osada administrativně osamostatnila od nově zřízeného města, které bylo pak nazýváno pro odlišení Jokne'am Illit (doslova Horní Jokne'am). Soužití původní zemědělské populace s nově příchozími městskými obyvateli totiž nebylo úspěšné. Sedláci z původního Jokne'amu nechtěli sdílet jednu obec s chudšími přistěhovalci v novém městě. K správnímu oddělení obou obcí došlo v roce 1967, kdy také Jokne'am Illit získal statut místní rady (malého města).

Fotografie oblasti, rok 1952.

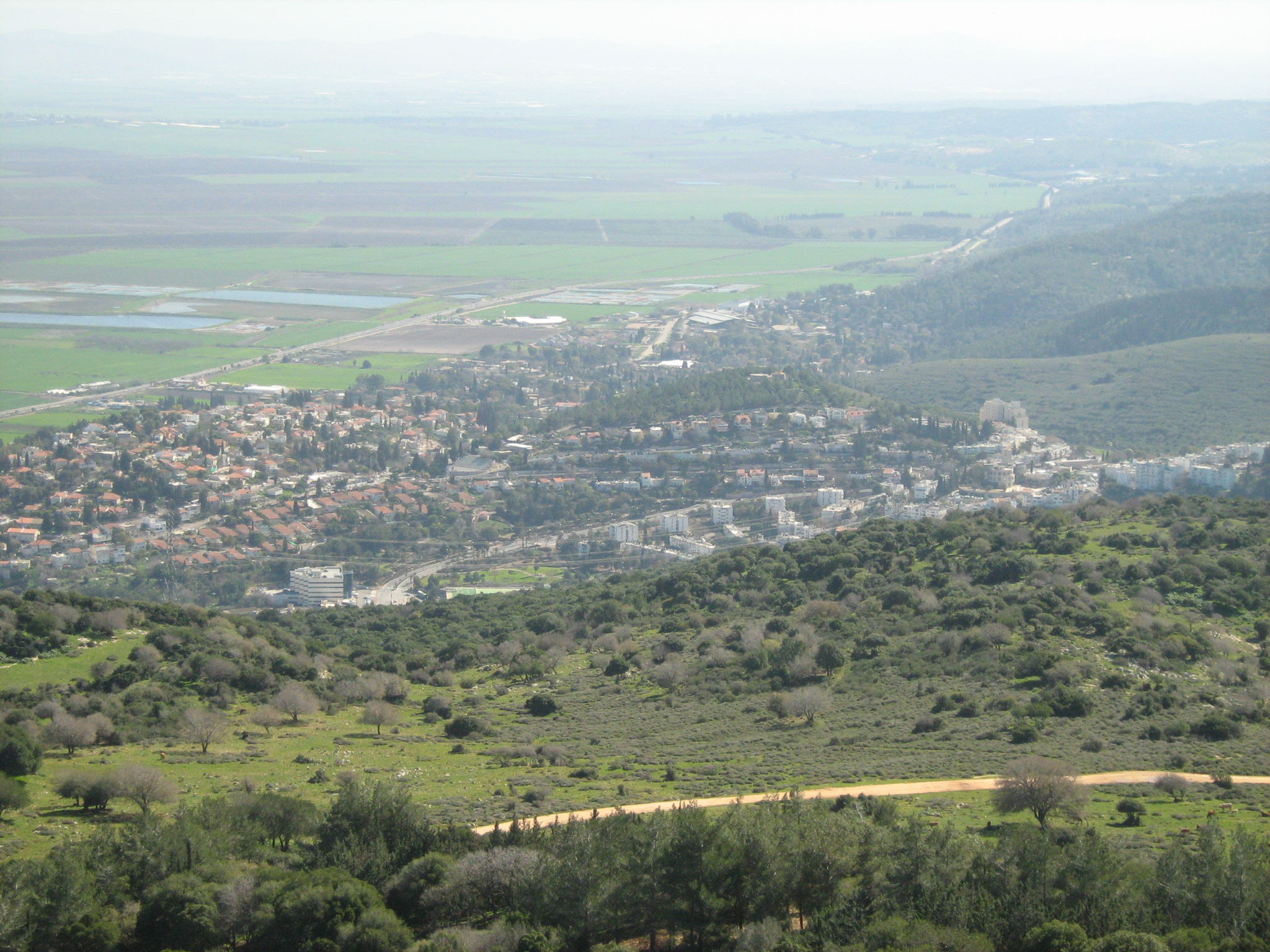
Celkový pohled na město z pohoří Karmel.

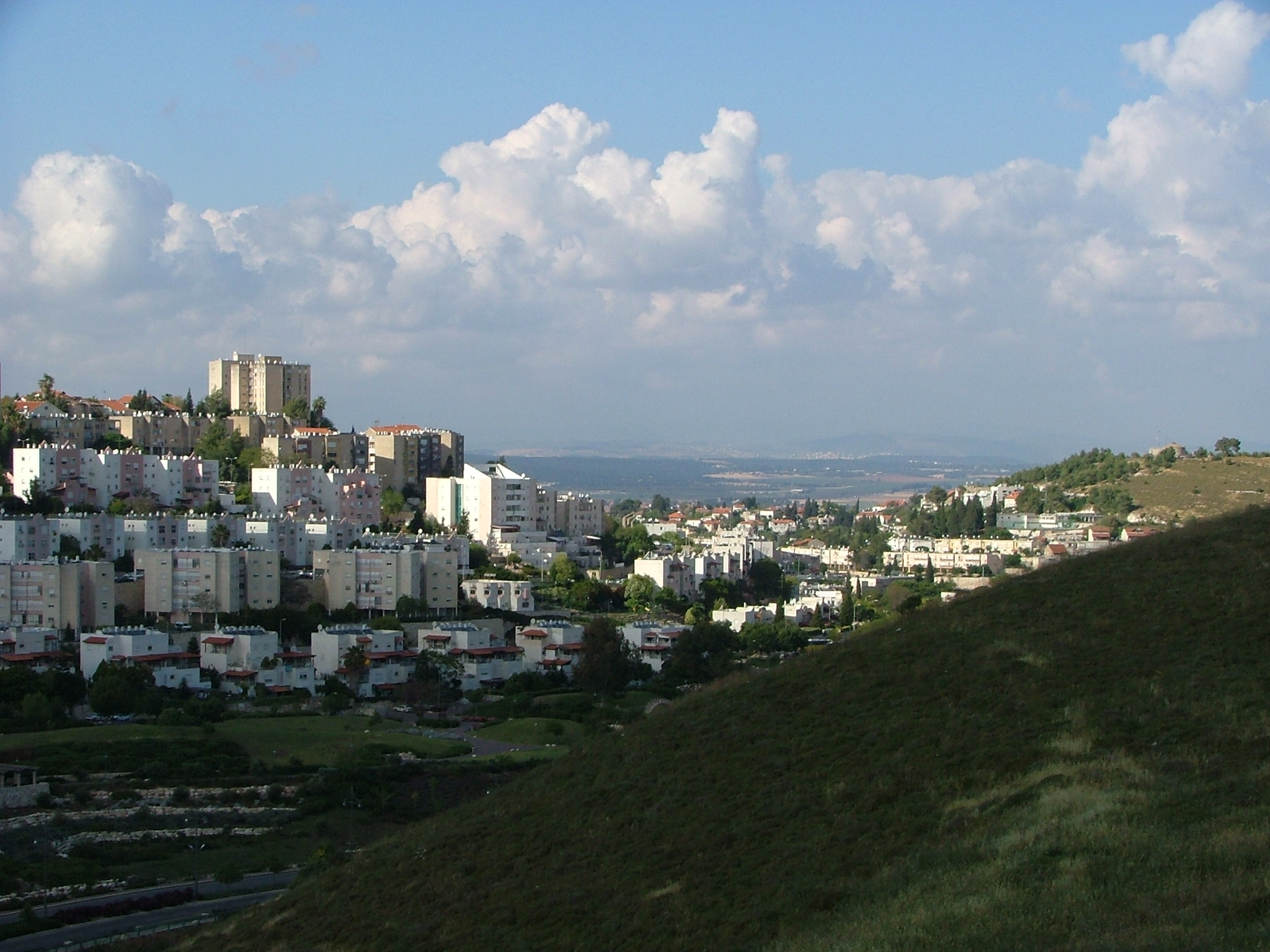
Celkový pohled na město.

V 70. letech 20. století město posílila další přistěhovalecká vlna, tentokrát z tehdejšího SSSR. V září 1980 se na Jokne'am zřítil stroj Skyhawk izraelského vojenského letectva. Na místě dopadu zemřela jedna žena. Pilot byl vyproštěn bez zranění. Koncem 80. let se město potýkalo s rostoucí nezaměstnaností. Velká část obyvatel totiž ekonomicky závisela na zdejší zbrojní továrně Soltam, v které v 80. letech pracovalo 2700 lidí. Když pak ovšem firma začala propouštět a naráz se zbavila 700 zaměstnanců, mělo to na Jokne'am drtivý dopad (nezaměstnanost dočasně vystoupila na 35 %). V září 1990 se v továrně zabarikádovala část dělníků a došlo zde k potyčkám.
Během 90. let ale následoval další skokový přírůstek obyvatelstva v souvislosti s příchodem obyvatel z bývalého SSSR a z Etiopie. Vedení města investovalo od konce 20. století do tvorby nových pracovních míst. Podél dálnice číslo 70 se rozkládají dvě velké průmyslové a komerční zóny – Mordot ha-Karmel a Mevo Jokne'am. Sídlo tu má firma Marvell® Technology Group na výrobu polovodičů, jejíž produkce zajišťovala dle údajů k roku 2008 10 % izraelských hi-tech exportů. V roce 2006 získala obec status města. Starosta Simon Alfasi v této době zároveň nechal změnit oficiální název z Jokne'am Illit na Jokne'am. Počátkem 21. století se uvažuje o sloučení města Jokne'am s vedlejší vesnicí Jokne'am, tentokrát jako vyjádření ekonomické síly města ve srovnání se stagnující zemědělskou vesnicí.
Na části plochy nynějšího Jokne'amu se do roku 1948 rozkládala arabská vesnice Kira. V roce 1948 v ní žilo 476 obyvatel. Vesnice navazovala na starověký Jokne'am, Římané ji nazývali Cimona. Obec byla dobyta židovskými silami v březnu 1948 na počátku První arabsko-izraelské války a vysídlena. Zástavba byla zbořena.

## Demografie
Jokne'am je město se smíšenou, tedy sekulární i náboženskou populací. Podle údajů z roku 2009 tvořili naprostou většinu obyvatel Židé – cca 17 700 osob (včetně statistické kategorie "ostatní", která zahrnuje nearabské obyvatele židovského původu ale bez formální příslušnosti k židovskému náboženství, cca 19 100 osob).
Jde o středně velkou obec městského typu. Město prožilo skokový nárůst po roce 1990. Počátkem 21. století se přírůstek obyvatelstva zpomalil. K 31. prosinci 2017 zde žilo 22 700 lidí.
| Rok            | 1961  | 1972  | 1980  | 1983  | 1990  | 1993  | 1994  | 1995  | 1996   | 1997   | 1998   | 1999   | 2000   |
| -------------- | ----- | ----- | ----- | ----- | ----- | ----- | ----- | ----- | ------ | ------ | ------ | ------ | ------ |
| Počet obyvatel | 2 884 | 3 800 | 5 048 | 5 000 | 6 200 | 9 600 | 9 600 | 9 700 | 10 500 | 12 000 | 13 100 | 14 600 | 15 700 |

| Rok            | 2001   | 2002   | 2003   | 2004   | 2005   | 2006   | 2007   | 2008   | 2009   | 2010   | 2011   | 2012   | 2013   | 2014   | 2015   | 2016   | 2017   |
| -------------- | ------ | ------ | ------ | ------ | ------ | ------ | ------ | ------ | ------ | ------ | ------ | ------ | ------ | ------ | ------ | ------ | ------ |
| Počet obyvatel | 16 300 | 16 700 | 17 300 | 17 800 | 18 200 | 18 500 | 18 600 | 18 675 | 19 128 | 19 400 | 19 500 | 20 300 | 20 800 | 21 100 | 21 400 | 22 000 | 22 700 |